# Cassa Depositi e Prestiti

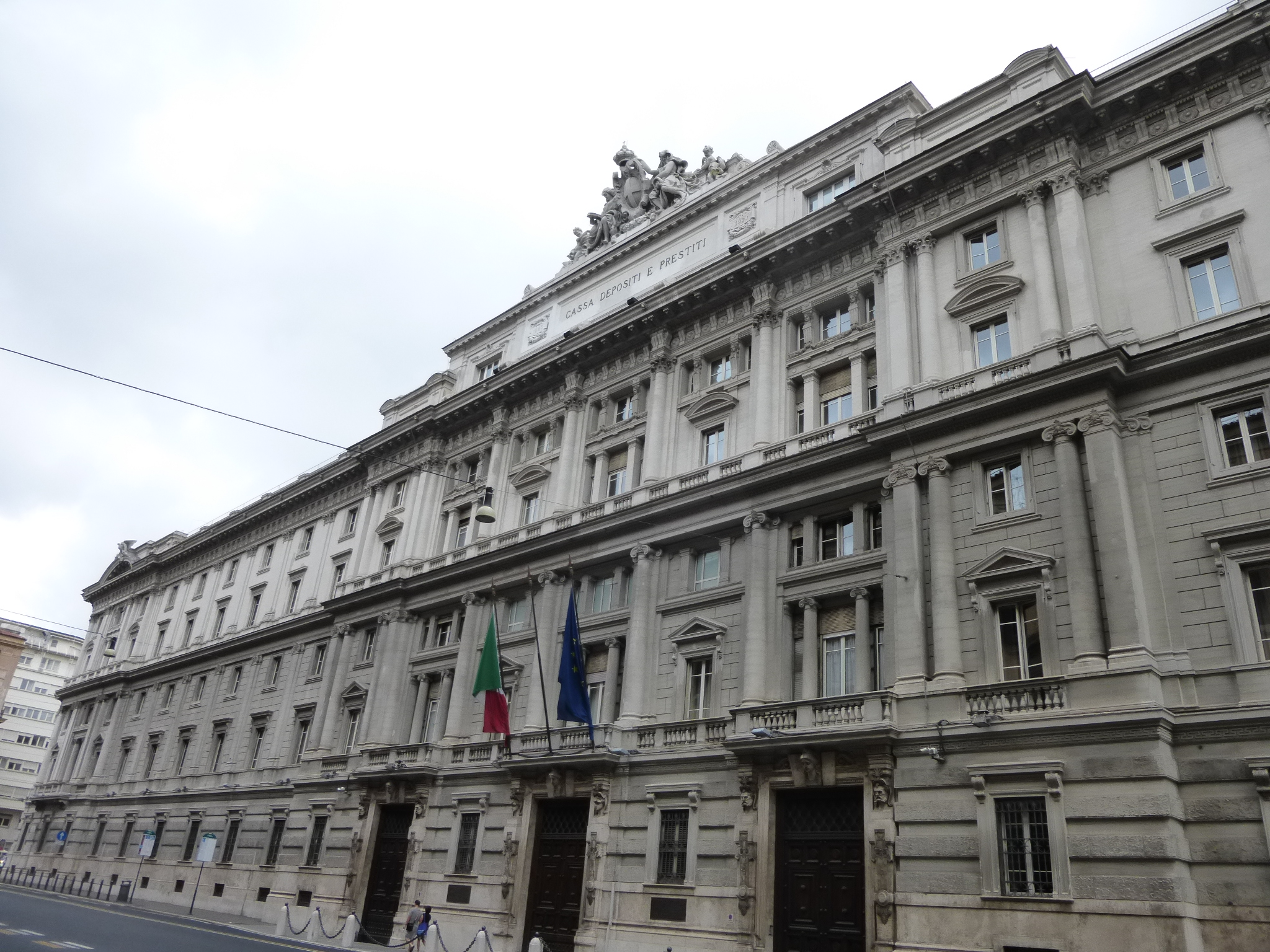
Het hoofdkantoor in Rome

Cassa Depositi e Prestiti is een Italiaanse financiële instantie opgericht in Turijn in 1850. Na de eenwording van Italië verhuisde het hoofdkantoor in 1863 naar Rome. Op 12 december 2003 werd het staatsbedrijf op afstand geplaatst en werd het een naamloze vennootschap met aandeelhouders. De belangrijkste taak is het financieren van overheidsprojecten in het land.

## Activiteiten
CDP richt zich vooral op de financieringen van investeringen van lagere overheden en de Italiaanse overheid. Het helpt bij de ontwikkeling van infrastructurele werken en ondersteunt in brede zin de Italiaanse economie en bedrijfsleven. CDP doet dit direct of via speciale fondsen, zoals CDP GAS, CDP Immobiliare, CDP Reti, of Fintecna, waarin het een groot aandelenbelang heeft. CDP maakt hierbij vooral gebruik van het geld dat binnenkomt via Italiaanse postspaarproducten. Per eind 2014 had CDP een balanstotaal van zo’n 400 miljard euro.
Namens de overheid is het bedrijf ook een belangrijke aandeelhouder in diverse beursgenoteerde bedrijven. Het grootste belang wordt gehouden in de oliemaatschappij Eni met een kwart van de aandelen.
Het bedrijf staat onder toezicht van de overheid en vanaf 2006 ook onder toezicht van de Centrale Bank van Italië.
In 2009, werd de Long-Term Investors Club (LTIC) opgericht door CDP en vergelijkbare instituties in Frankrijk (Caisse des dépôts et consignations), Duitsland (KfW) en de Europese Investeringsbank.

## Aandeelhouders
Van alle aandelen is 80% in handen van het Italiaanse ministerie van Economie en Financiën en 18% wordt gehouden door diverse Italiaanse banken. De resterende 1,5% zijn in handen van CDP zelf.